# Terminal de buses Santiago
Terminal de buses Santiago, también conocido como terminal Estación Central y comúnmente llamado terminal alameda, es una estación de autobús ubicada en Alameda Bernardo O'Higgins 3850, comuna Estación Central, Santiago de Chile, a solo una cuadra del terminal Alameda, que es propiedad de las empresas Tur Bus y Pullman Bus. En sus inmediaciones está el metro Universidad de Santiago, que es correspondiente a la línea 1 del Metro de Santiago.

## Historia y destinos
Inicialmente conocido como Terminal Los Muermos debido a su ubicación en la intersección de la Alameda con la calle Los Muermos (actualmente conocida como Nicasio Retamales), su construcción se inició en 1973 y fue concluida en los años siguientes.
En 1994 la empresa Tikal S.A. ganó la licitación para remodelar la estación, pero en mayo de 2015 el municipio de Estación Central, propietario del inmueble, decidió concesionar a partir de 2017 la zona de andenes y boleterías de la instalación a Inmobiliaria PyR, vinculada a la familia Farías de Pullman Bus, mientras que la zona de locales comerciales, accesos y food court fue concesionada a Inmobiliaria Ando LTDA, perteneciente a Empresas Tur Bus.
Desde el terminal salen buses con destinos a todo Chile, y a países como Argentina, Perú, Brasil, Colombia, Paraguay, Ecuador y Venezuela.